# Guatteria grandiflora
Guatteria grandiflora là loài thực vật có hoa thuộc họ Na. Loài này được Donn.Sm. mô tả khoa học đầu tiên năm 1889.